# 米爾科·别利察
米爾科·别利察（羅馬化：Milko Bjelica，1984年6月4日—），為黑山男子籃球運動員，現效力於B3聯賽埼玉野馬。他也代表黑山國家男子籃球隊參賽。
2015年6月，别利察效力於土耳其球隊Darüşşafaka S.K.。
2024年1月5日，别利察加盟T1聯盟臺南台鋼獵鷹，中文登錄名為「米可」。6月28日，别利察加盟B3聯賽埼玉野馬。

## 外部連結
- 米爾科·别利察在fiba.basketball（英语）
- 米爾科·别利察在archive.fiba.com（存檔）（英语）
- 米爾科·别利察在歐洲籃球聯賽官網（英语）
- 米爾科·别利察在西班牙篮球甲级联赛官網（球員）（西班牙语）
- 米爾科·别利察在TBLStat.net（英语）
- 米爾科·别利察在亞得里亞海聯賽官網（英语）
- 米爾科·别利察在B.LEAGUE官網（日语）
- 米爾科·别利察在Basketball-Reference.com（國際）（英语）
- 米爾科·别利察在Eurobasket.com（球員）（英语）
- 米爾科·别利察在Proballers（英语）
- 米爾科·别利察在RealGM（英语）
- 米爾科·别利察在Flashscore（英语）